# Arthur Geiss
Arthur Geiss (Hockenheim 12 april 1903 – Engelsbrand, 5 februari 1982) was een Duits motorcoureur.
Hij wordt beschouwd als een van de beste Duitse coureurs uit de jaren twintig en -dertig. Geiss was één keer Europees kampioen wegrace en zes keer Duits nationaal kampioen. Vanwege zijn lage gewicht en zijn markante zithouding op de motorfiets kreeg hij de bijnaam "Pforzheimer Jockey". Zijn prestaties leidden in zijn geboortestad tot de aanleg van de Hockenheimring Baden-Württemberg. 

## Privéleven
Geiss was de vijfde zoon van Abraham en Margarete Geiss. Hij werd opgeleid als monteur. Zijn vader had een reparatiewerkplaats en autorijschool in Hockenheim. Ook zijn broer Wilhelm was monteur. Deze had een eigen werkplaats in Pforzheim, gespecialiseerd in motorfietsen. Daar ging Arthur aan het werk. In 1926 trouwde hij met Rosa. Ze kregen drie kinderen: Edith, Günther en Arthur jr. Het gezin ging in Adelsberg wonen, in een huis dat Arthur Geiss zelf gebouwd had. Adelsberg werd indertijd "Rennfahrerdörfchen" genoemd, omdat er veel DKW-coureurs woonden, zoals Walfried Winkler en Ewald Kluge. Na de Tweede Wereldoorlog vluchtte Geiss uit Adelsberg dat in de Sovjet-bezettingszone lag en ging in Brake en later in Maulbronn wonen. Daar opende hij een reparatiewerkplaats voor DKW's. In 1949 werd hij erelid van de Badische Motorsport-Club en in 1960 kreeg hij het "ADAC Sportabzeichen", een gouden speld met briljanten, voor zijn prestaties.

## Carrière
Hij begon deel te nemen aan regionale wegraces in de omgeving van Pforzheim. Zijn eerste motorfiets was een 500cc NSU. Geiss reed in de eerste jaren ook met motorfietsen van AJS, Garelli en Wimmer, maar in 1923 won hij de Wildparkrennen in Karlsruhe met een 175cc DKW. In 1925 won hij een van de drie gouden medailles bij de "Deutschlandfahrt Köln-Breslau-Rostock-Köln" met een DKW. DKW stelde hem voor 1926 een 175cc fabrieksracer ter beschikking. Hiermee werd Geiss kampioen van Duitsland, waardoor hij voor 1927 een fabriekscontract en een 250cc racer kreeg. Hij won de Solituderennen, een 24-uursrace op de Opelbahn, en de openingsrace van de Nürburgring waardoor hij definitief als topcoureur bekend werd. Daardoor kon hij ook aan buitenlandse races deelnemen, zoals de Kilomètre Lancé in Bazel en een race op de Klausenpas.
In 1928 won Geiss de Grand Prix des Nations op Monza en de TT van Assen. In dat jaar won hij ook het Duits kampioenschap in de 175cc klasse en in 1930, 1931, 1933 en 1935 werd hij Duits 250cc kampioen. In 1929 won hij de Grand Prix van Duitsland en de Grand Prix van Hongarije. In 1930 werd hij tijdens de Grand Prix van Duitsland in Freiburg Duits kampioen. Geiss kreeg daarna van de ADAC een gouden medaille voor zijn prestaties.
In Hockenheim ontstond door de prestaties van Geiss groot enthousiasme om een eigen circuit aan te leggen. Op 29 mei 1932 werd de baan geopend en Geiss won daar de eerste prijs in zijn categorie. In 1933 reed hij in Tát (Hongarije) een 250cc wereldsnelheidsrecord met 161,46 km/h. In 1935 nam hij ook deel aan de Europese kampioensrace, de Ulster Grand Prix op het Clady Circuit. Hier werd hij Europees kampioen in de 250cc klasse. Geiss was de eerste niet-Brit die met een niet-Britse machine de Ulster Grand Prix won. Hij werd tot ereburger van de stad Hockenheim benoemd. In 1935 won hij met het DKW-team waarin ook Ewald Kluge en Walfried Winkler reden in Oberstdorf de Zilveren Vaas bij de ISDT.
In de herfst van 1936 beëindigde hij zijn carrière na een ongeluk onderweg naar een huldiging. HIj moest daardoor vijftien maanden in het ziekenhuis blijven, maar zijn linkerarm kon hij niet meer volledig gebruiken. Hij werd daarna begeleider van jonge coureurs.